# Magda Pfrimer
Magda Renate Pereira Pfrimer, posteriormente Magda Pfrimer Müller (Alto Paraíso de Goiás, 8 de Março de 1939) é uma miss brasileira que ganhou notoriedade nos anos 60 por ter ficado em segundo lugar no Miss Brasil 1960, galgando assim o título que corresponde ao de "Miss Brasil nº 2", ou a representante brasileira no Miss Beleza Internacional, hoje conhecido como Miss Brasil Internacional.  
Ela foi a primeira representate brasileira neste concurso, mas não conseguiu se classificar, dizendo em seu retorno que um jurado havia lhe dito que "não poderia representar o Brasil, pois o critério adotado para a escolha tinha em vista os tipos de beleza de cada país e como sou loura, fui catalogada como "tipo europeu". 

## Sobre
Loira de olhos claros, Magda é filha de austríaco e bisneta de índia tapuia.
A Revista O Cruzeiro assim descreveu Magda em sua edição 0013 de 1963:
| “ | Magda é uma explosão loura. Nasceu em Goiás, pertinho de Brasília. É, portanto, beleza rural, daquelas rijas, saúde jorrando das faces cor de rosa e dos olhos azuis. Sua infância, ela a viveu na roça, montando potros indóceis, nadando em riachos claros, pisando o orvalho dos chapadões do Planalto. Era dormir cedo e acordar com o sol ainda começando no horizonte. Esse estilo de vida fez de Magda um broto silvestre, forjado em chão, chuva e sol. Um broto telúrico. | ” |

## Concursos

### Miss Brasil 1958
Nascida em Chapada dos Veadeiros (atual município de Alto Paraíso de Goiás), Magda representou a cidade de Anápolis na disputa estadual de "Miss Goiás 1958", visto que a propriedade que seu pai detinha - uma chácara - ficava perto da cidade. Com o título regional em mãos, foi ao Miss Brasil 1958 confiante. A goiana acabou não se classificando naquela edição, realizada no dia 19 de Junho de 1958 no Maracanãzinho e que teve como campeã, a icônica Adalgisa Colombo. Vale ressaltar que na disputa nacional, Magda era a candidata mais alta com 1.72m de altura.

### Miss Brasil 1960
Dois anos após ter disputado o título de Miss Brasil sem êxito, Magda viu no concurso "Miss Brasília" a oportunidade de estar no palco mais uma vez. Disputou o título em sua primeira edição, em 1959 e ficou na quarta colocação. Competiu novamente no ano seguinte concorrendo pelo Iate Clube de Brasília, sagrando-se vencedora e portanto, eleita Miss Brasília 1960 no dia 4 de Junho daquele ano no Brasília Palace Hotel.
Com o título regional, a representante de Brasília seguiu rumo ao título de Miss Brasil 1960, com a parabenização pessoal do então presidente Juscelino Kubitschek. Realizado no dia 11 de Junho daquele ano no Maracanãzinho com a presença de vinte e três (23) candidatas e transmitido pela TV Tupi, Magda deu a nova capital do País o segundo lugar, denominando-se assim a "Miss Brasil nº 2".

### Miss Beleza Internacional 1960
Com a segunda colocação, Magda ganhou patrocínio dos "Tecidos Ciaesa" para representar o Brasil no International Beauty Pageant, que foi realizado no 14 de Agosto em Long Beach, nos Estados Unidos. Antes de chegar a cidade anfitriã - que por muito tempo sediou as edições do Miss Universo - Magda pousou e passou alguns dias em Nova Iorque. Vale ressaltar que o avião de Madga atrasou 1 hora devido ao tornado "Brenda", de 60 milhas por hora que alcançou a região. Com vestuário assinado pelo costureiro Nazaret, Madga chegou à disputa considerada favorita, mas acabou não classificando-se. A vitória foi de Stella Márquez, da Colômbia.
Ao retornar ao Brasil, Magda declarou ao jornal carioca "Última Hora" de 17 de Outubro de 1960:
| “ | Beleza é questão de gosto pessoal de cada um e, por isso, não se pode discutir a opinião das pessoas que compuseram o júri. De minha parte, entretanto, afirmo que se fosse membro do júri escolheria outras candidatas que apresentaram maiores atributos que a Miss Colômbia, a escolhida. A mim, particularmente, um membro do júri declarou que não poderia representar o Brasil, pois o critério adotado para a escolha tinha em vista os tipos de beleza de cada País e como sou loura, fui catalogada como "tipo europeu". | ” |

Ainda para o jornal, Magda declarou que demorou para regressar ao País pois fora convidada a visitar inúmeras cidades da Califórnia e do Colorado. Os convites partiram, em sua maioria, de famílias presbiterianas, que souberam ser aquela, sua religião.

### Miss Pan-Americana de Turismo
Magda tornou-se Miss Tourism Panamerican em evento realizado em Porto Príncipe, no Haiti no dia 16 de Dezembro de 1963. A ideia de enviar Magda como representante do Brasil ao "I Festival Pan-Americano de Turismo" partiu do Departamento de Turismo e Certames do Estado da Guanabara, que procurou assim, homenagear a nova capital da República, através da primeira representante em concurso de beleza.

## Atualmente
Hoje em dia Magda Pfrimer assina "Magda Pfrimer Müller" e é proprietária da "Pousada Fazenda São Bento" onde ficam as cachoeiras Almécegas I e II.